# Брейда-фіорд
Брейда-фіорд (ісл. Breiðafjörður; у перкл. Широкий фіорд) — фіорд в Ісландії.

## Географія

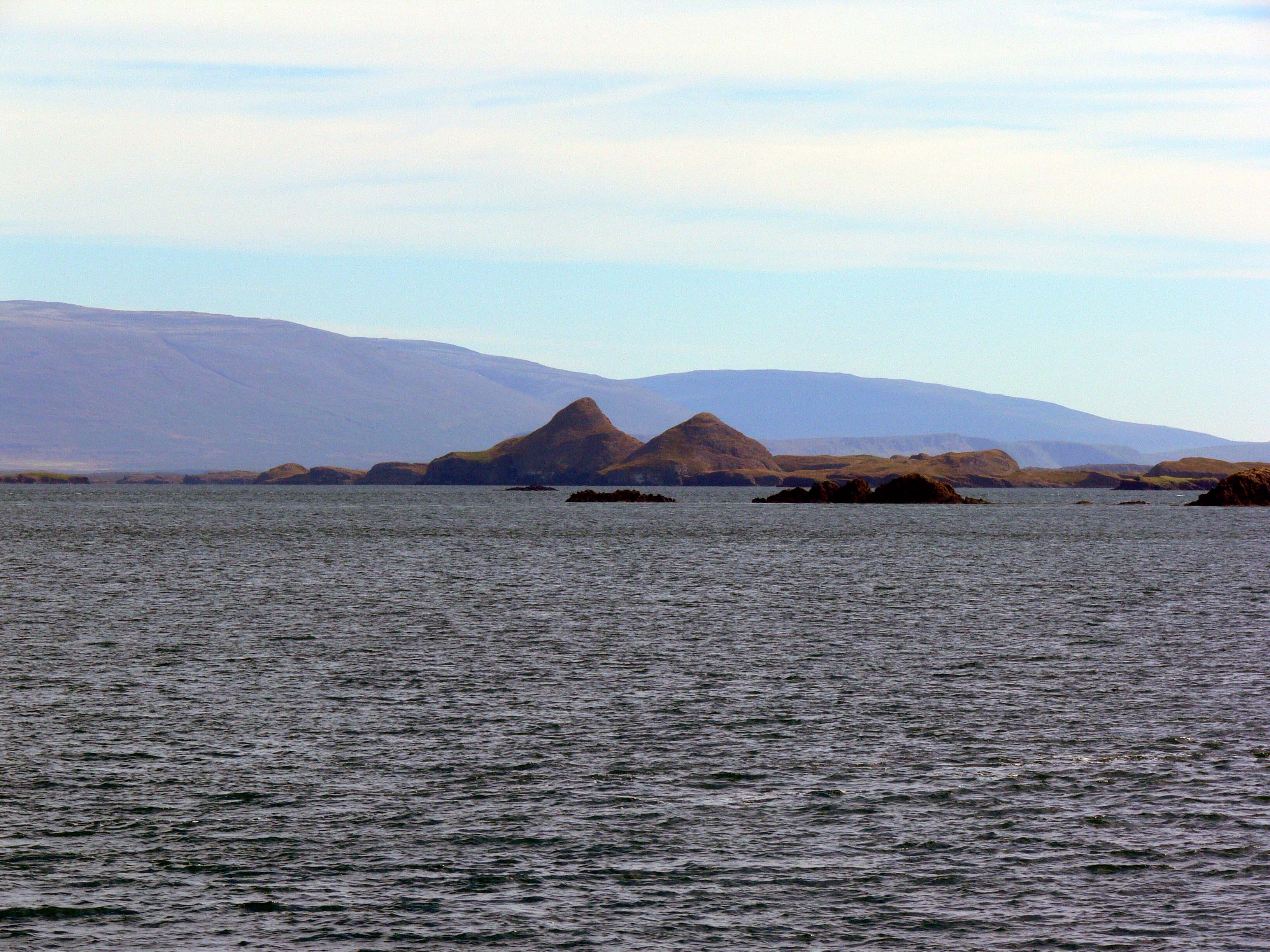

Брейда-фіорд розташований у західній частині Ісландії, між півостровом і регіоном Вестфірдір на півночі і півостровом Снайфедльснес на півдні, і є частиною Атлантичного океану. Ширина фіорду досягає 40 км, проте в ясні дні можна спостерігати з його південного узбережжя береги Західних фіордів (Вестфірдір) на півночі. Сам Брейда-фіорд розбитий на безліч дрібніших фіордів.
У Брейда-фіорді понад три тисячі островів і шхер. Найбільша височина лежить на острові Клаккейяр (Klakkeyjar) — 95 м над рівнем моря. Серед інших островів — Флатей, Скаулейяр, Хвадлаутюр (Hvallátur) і Свіднюр.

## Геологія
Брейда-фіорд утворився внаслідок потужних геологічних зрушень земної кори та вулканічної діяльності в третинний період (у часовому проміжку між 14 і 7 мільйонами років тому — міоцен). Спочатку утворилась північна, потім південна частини фіорду. У зоні Брейда-фіорду — на його узбережжі, на островах та морській акваторії є численні гарячі джерела. Підйняття води у фіорді під час припливу може досягати 6 м.

## Флора і фауна
У Брейда-фіорді мешкають різноманітні та рідкісні представники тваринного й рослинного світу. Під водою можна спостерігати водорості — ідеальне місце проживання для риб і ракоподібних морських мешканців. На березі налічується до 230 видів рослин і близько 50 видів морських птахів, що гніздяться тут, серед них орлан-білохвіст, баклан, буревісник. На узбережжі та островах можна зустріти тюленів та кільчасту нерпу, у відкритому морі — різні види китів.

## Економіка
Єдиний острів — Флатей. На деяких островах збудовано дачі для літнього відпочинку. Є пасовища для худоби.
Місто Стіккісгоульмюр пов'язане регулярним поромним сполученням через Брейда-фіорд з Вестфірдіром і островом Флатей.
Планується побудувати в Брейда-фіорді припливну електростанцію[коли?].